# 网络安全焦点
网络安全焦点（Xfocus）是中國大陸著名的计算机安全網站，包含大量安全文摘、工具和最新的漏洞及解决方案信息。

## 外部連結
- 网络安全焦点 （页面存档备份，存于）